# Blak
|  | Denne artikel omhandler rapperen, se Blak (sten) for stenen i havet ved Jernhatten på Djursland |
Henrik Blak (født 1989), bedre kendt som Blak er en dansk rapper og sangskriver fra Nakskov. Han er bedst kendt for sit hit "Nede Mette" fra 2016, der var den mest streamede og downloadede single dette år.

## Karriere
Blak er født og opvokset i Nakskov og har siden 2002 rappet og skrevet musik. I 2007 var han med til at starte FlexMusic, der udover Blak selv bestod af kunstnerne Jimilian og Mido. Blak arbejder hovedsageligt som sangskriver I FlexMusic, men udgav selv nummeret "Ta' dine stiletter af" i 2011 under kunstnernavnet Enrico Blak.
I 2015 udgav han sammen med Jimilian nummeret "Slem igen", der opnåede en 8-plads på Tracklisten, og lå nummer 1 på Dancecharten i over 20 uger. I samme forbindelse skiftede han kunstnernavn til "Blak". Nummeret blev også remixet og blev udgivet af Hedegaard.
I 2016 debuterede Blak med sit eget nummer, som var lavet seks år forinden med hans faste producer Reza Khani, det var dog ikke meningen at Nede Mette nogensinde skulle se dagens lys, da det mest var en sang der blev lavet som en joke, det endte dog med at Blak udgav "Nede Mette" d. 15.04.16, i samarbejde med FlexMusic og Sony Music Entertainment, der gik ikke længe før Nede Mette blev 2016 store hit. Nummeret gik nummer 1 på Spotify efter 4 dage, og var allerede gået guld efter 10 dage, og dobbelt platin d. 06.07.16. Sangen havde på sit højeste mellem 325-350.000 plays dagligt, med mange ugers førstepladser på både Tracklisten og Spotify og adskillige andre playlister.
I år 2016 blev Henrik Blak snydt for flere millioner af Besmir Ismaili (Jimilians bror). Ifølge dokumentaren "Nede Mette - hittet der ødelagde alt" (2020) viser det sig at, Henrik Blak skrev under på en kontrakt der fraskrev alle rettigheder til Henrik Blak. En kontrakt som skulle være til gode for selskabet "Flex Music", som derefter har gavnet Besmir Ismaili og hans bror Jimilian med flere millioner kroner. Kontrakten blev skrevet under inden hittet "Nede Mette" blev udgivet. Henrik Blak mistede i alt 6,8 millioner udelukkende på streams, fra forskellige streamingtjenester.

## Diskografi

### Album
- Sene nætter sydpå (2017)

### Singler
| År                                                               | Titel                                               | Højeste placering | Certificering | Album             |
| År                                                               | Titel                                               | Track             | Certificering | Album             |
| ---------------------------------------------------------------- | --------------------------------------------------- | ----------------- | ------------- | ----------------- |
| 2010                                                             | "Få dig et liv" (Jimilian feat. Enrico Blak)        | —                 |               |                   |
| 2011                                                             | "Ghetto pt. II" (Mido feat. Jimilian & Enrico Blak) | —                 |               |                   |
| 2011                                                             | "Ta' dine stiletter af"                             | —                 |               |                   |
| 2015                                                             | "Slem igen" (Blak & Jimilian feat. Ceci Luca)       | 8                 | - 3× Platin   |                   |
| 2016                                                             | "Nede Mette"                                        | 1                 | - 4× Platin   | Sene nætter sydpå |
| 2016                                                             | "Klip" (Jimilian & Blak)                            | 4                 |               |                   |
| 2016                                                             | "Ik' min skyld"                                     | 7                 |               | Sene nætter sydpå |
| 2017                                                             | "Banken"                                            | —                 |               | Sene nætter sydpå |
| 2017                                                             | "Skyldig"                                           | 23                |               | Sene nætter sydpå |
| 2018                                                             | "11 år"                                             | —                 |               |                   |
| "—" markerer en udgivelse der ikke opnåede en hitlisteplacering. |                                                     |                   |               |                   |